# Nonthaburi Futsal Club
Der Nonthaburi Futsal Club (thailändisch สโมสรฟุตซอลนนทบุรี) ist ein 2006 gegründeter professioneller thailändischer Futsalverein aus Nonthaburi. Aktuell, Stand Dezember 2024, spielt der Verein in der ersten Liga, der Thailand Futsal League.

## Erfolge
- Thailändischer Zweitligameister: 2020
- Thailändischer Zweitligavizemeister: 2018

## Saisonplatzierung
| Saison | Liga                              | Level | Spiele | S | U | N  | Tore   | Punkte | Position |
| ------ | --------------------------------- | ----- | ------ | - | - | -- | ------ | ------ | -------- |
| 2017   | Thailand Futsal League            | 1     | 26     | 5 | 3 | 18 | 58:102 | 18     | 13. ▼    |
| 2018   | Thailand Division 1 Futsal League | 2     |        |   |   |    |        |        | 2. ▲     |
| 2019   | Thailand Futsal League            | 1     | 26     | 2 | 2 | 22 | 40:114 | 8      | 14. ▼    |
| 2020   | Thailand Division 1 Futsal League | 2     |        |   |   |    |        |        | 1. ▲     |
| 2021   | Thailand Futsal League            | 1     | 26     | 7 | 7 | 12 | 56:74  | 28     | 10.      |
| 2022   | Thailand Futsal League            | 1     | 26     | 6 | 5 | 15 | 52:77  | 23     | 11.      |
| 2023   | Thailand Futsal League            | 1     | 26     | 8 | 4 | 14 | 76:70  | 28     | 8.       |
| 2024   | Thailand Futsal League            | 1     | 26     | 6 | 7 | 13 | 43:75  | 25     | 10.      |